# Lezay
Lezay település Franciaországban, Deux-Sèvres megyében. Lakosainak száma 2013 fő (2022. január 1.). Lezay Chenay, Chey, Saint-Coutant, Sainte-Soline, Saint-Vincent-la-Châtre, Vançais és Melle (Franciaország) községekkel határos.

## Népesség
A település népességének változása:
| Lakosok száma | 2075 | 2058 | 2056 | 1999 | 1993 | 1982 | 1977 | 2003 | 2013 |
|               | 2013 | 2015 | 2016 | 2017 | 2018 | 2019 | 2020 | 2021 | 2022 |